# Robert Snodgrass
Robert Snodgrass (Glasgow, 7 settembre 1987) è un ex calciatore scozzese, di ruolo centrocampista o ala.

## Caratteristiche tecniche
Gioca prevalentemente come ala destra, mancino di piede molto bravo tecnicamente è dotato di grande velocità in progressione, buona capacità nei dribbling, possiede inoltre buona abilità nei calci piazzati.

## Carriera

### Club

#### Gli inizi con il Livingston e prestito allo Stirling Albion
Inizia la sua carriera calcistica al Livingston club scozzese per poi passare nel gennaio 2007 in prestito sei mesi allo Stirling Albion club di seconda divisione scozzese. Con il Livingston colleziona in quattro stagioni complessivamente 92 presenze segnando 17 reti.

#### Leeds United
Il 25 luglio 2008 viene ceduto al Leeds club di Football League One. Dove nella stagione 2009-2010 a fine stagione assieme alla sua squadra ottiene la promozione in Championship. In quattro anni con i The Whites colleziona globalmente 191 partite segnando 41 reti.

#### Norwich City
Il 26 luglio 2012 passa al Norwich City dove firma un contratto triennale. 
Debutta in Premier League, il 18 agosto seguente nella partita contro il Fulham.
Il 1º settembre seguente, segna la sua prima rete in Premier con la maglia dei Canaries nella partita contro il Tottenham. In due stagioni al Norwich realizza complessivamente tra tutte le competizioni 74 presenze e 14 reti.

#### Hull City
IL 1º luglio 2014, viene acquistato dall'Hull City per una cifra intorno ai 7 milioni di euro. Il 23 dicembre 2016 rinnova il suo contratto con i Tigers fino al giugno 2018. Totalizza globalmente in tre stagioni 56 presenze segnando 14 reti.

#### West Ham
Il 27 gennaio 2017 passa al West Ham per circa 12 milioni firmando un contratto di tre anni e mezzo con gli Hammers.

### Nazionale
Dopo aver collezionato qualche presenza nelle nazionali giovanili, il 9 febbraio 2011 debutta ufficialmente con la Nazionale scozzese entrando al minuto 58º al posto di Steven Naismith in una partita amichevole disputata contro l'Irlanda del Nord. Segna la sua prima rete in nazionale il 10 agosto 2011 in un'amichevole disputata a Glasgow contro la Danimarca.
Il 4 settembre 2016 nella partita esterna di qualificazione al Mondiale 2018 realizza una tripletta (la sua prima in nazionale) contro Malta.

## Statistiche

### Presenze e reti nei club
Statistiche aggiornate al 18º febbraio 2024.
| Stagione             | Squadra              | Campionato           | Campionato | Campionato | Coppa nazionali | Coppa nazionali | Coppa nazionali | Coppe continentali | Coppe continentali | Coppe continentali | Altre coppe | Altre coppe | Altre coppe | Totale | Totale |
| Stagione             | Squadra              | Comp                 | Pres       | Reti       | Comp            | Pres            | Reti            | Comp               | Pres               | Reti               | Comp        | Pres        | Reti        | Pres   | Reti   |
| -------------------- | -------------------- | -------------------- | ---------- | ---------- | --------------- | --------------- | --------------- | ------------------ | ------------------ | ------------------ | ----------- | ----------- | ----------- | ------ | ------ |
| 2004-2005            | Livingston           | SPL                  | 16         | 2          | SC+CdL          | 1+1             | 1+0             | -                  | -                  | -                  | -           | -           | -           | 18     | 3      |
| 2005-2006            | Livingston           | SPL                  | 26         | 4          | SC+CdL          | 2+2             | 0               | -                  | -                  | -                  | -           | -           | -           | 30     | 4      |
| 2006-gen. 2007       | Livingston           | SPL                  | 6          | 0          | SC+CdL          | 1+0             | 0               | -                  | -                  | -                  | -           | -           | -           | 7      | 0      |
| gen.-giu. 2007       | Stirling Albion      | SSD                  | 12+3       | 5+2        | SC+CdL          | -               | -               | -                  | -                  | -                  | SCC         | -           | -           | 15     | 7      |
| 2007-2008            | Livingston           | PL                   | 31         | 9          | SC+CdL          | 3+2             | 0+1             | -                  | -                  | -                  | SCC         | 1           | 0           | 37     | 10     |
| Totale Livingston    | Totale Livingston    | Totale Livingston    | 79         | 15         |                 | 12              | 2               |                    | -                  | -                  |             | 1           | 0           | 92     | 17     |
| 2008-2009            | Leeds                | FL1                  | 42+2       | 9          | FACup+CdL       | 2+3             | 0+2             | -                  | -                  | -                  | FLT         | 2           | 0           | 51     | 11     |
| 2009-2010            | Leeds                | FL1                  | 44         | 7          | FACup+CdL       | 6+3             | 0+2             | -                  | -                  | -                  | FLT         | 4           | 1           | 57     | 10     |
| 2010-2011            | Leeds                | FLC                  | 37         | 6          | FACup+CdL       | 2+0             | 1               | -                  | -                  | -                  | -           | -           | -           | 39     | 7      |
| 2011-2012            | Leeds                | FLC                  | 43         | 13         | FACup+CdL       | 0+1             | 0               | -                  | -                  | -                  | -           | -           | -           | 44     | 13     |
| Totale Leeds         | Totale Leeds         | Totale Leeds         | 166+2      | 35         |                 | 17              | 5               |                    | -                  | -                  |             | 6           | 1           | 191    | 41     |
| 2012-2013            | Norwich City         | PL                   | 37         | 6          | FACup+CdL       | 1+2             | 1+0             | -                  | -                  | -                  | -           | -           | -           | 40     | 7      |
| 2013-2014            | Norwich City         | PL                   | 30         | 6          | FACup+CdL       | 2+2             | 1+0             | -                  | -                  | -                  | -           | -           | -           | 34     | 7      |
| Totale Norwich City  | Totale Norwich City  | Totale Norwich City  | 67         | 12         |                 | 7               | 2               |                    | -                  | -                  |             | -           | -           | 74     | 14     |
| 2014-2015            | Hull City            | PL                   | 1          | 0          | FACup+CdL       | 0               | 0               | UEL                | 2                  | 0                  | -           | -           | -           | 3      | 0      |
| 2015-2016            | Hull City            | FLC                  | 24+3       | 4          | FACup+CdL       | 1+1             | 1+0             | -                  | -                  | -                  | -           | -           | -           | 29     | 5      |
| 2016-gen. 2017       | Hull City            | PL                   | 20         | 7          | FACup+CdL       | 1+3             | 0+2             | -                  | -                  | -                  | -           | -           | -           | 24     | 9      |
| Totale Hull City     | Totale Hull City     | Totale Hull City     | 45+3       | 11         |                 | 6               | 3               |                    | 2                  | 0                  |             | -           | -           | 56     | 14     |
| gen.-giu. 2017       | West Ham             | PL                   | 15         | 0          | FACup+CdL       | -               | -               | -                  | -                  | -                  | -           | -           | -           | 15     | 0      |
| 2017-2018            | Aston Villa          | FLC                  | 10         | 3          | FACup+CdL       | 0               | 0               | -                  | -                  | -                  | -           | -           | -           | 10     | 3      |
| 2018-2019            | West Ham             | PL                   | 33         | 2          | FACup+CdL       | 2+3             | 0+2             | -                  | -                  | -                  | -           | -           | -           | 38     | 9      |
| 2019-2020            | West Ham             | PL                   | 24         | 5          | FACup+CdL       | 1+2             | 0               | -                  | -                  | -                  | -           | -           | -           | 27     | 5      |
| 2020-gen. 2021       | West Ham             | PL                   | 3          | 0          | FACup+CdL       | 0+3             | 0+2             | -                  | -                  | -                  | -           | -           | -           | 6      | 2      |
| Totale West Ham      | Totale West Ham      | Totale West Ham      | 85         | 10         |                 | 11              | 4               |                    |                    |                    |             |             |             | 96     | 14     |
| gen. giu. 2021       | West Bromwich        | PL                   | 8          | 0          | FACup+CdL       | -               | -               | -                  | -                  | -                  | -           | -           | -           | 8      | 0      |
| 2021-gen. 2022       | West Bromwich U21    | PL2                  | 2          | 2          | FACup+CdL       | -               | -               | -                  | -                  | -                  | -           | -           | -           | 2      | 2      |
| 2021- gen. 2022      | West Bromwich        | CL                   | 6          | 0          | FACup+CdL       | 0+1             | 0               | -                  | -                  | -                  | -           | -           | -           | 7      | 0      |
| Totale West Bromwich | Totale West Bromwich | Totale West Bromwich | 16         | 2          |                 |                 |                 |                    |                    |                    |             |             |             | 17     | 2      |
| gen.-giu. 2022       | Luton Town           | CL                   | 8+2        | 0          | FACup+CdL       | 1+0             | 0               | -                  | -                  | -                  | -           | -           | -           | 11     | 0      |
| Totale Luton Town    | Totale Luton Town    | Totale Luton Town    | 8+2        | 0          |                 | 1               | 0               |                    |                    |                    |             |             |             | 11     | 0      |
| 2022-2023            | Heart of Midlothian  | SPL                  | 23         | 1          | SC+CdL          | 2+0             | 0               | -                  | -                  | -                  | -           | -           | -           | 25     | 1      |
| Totale Hearts        | Totale Hearts        | Totale Hearts        | 23         | 1          |                 | 2               | 0               |                    |                    |                    |             |             |             | 25     | 1      |
| Totale carriera      | Totale carriera      | Totale carriera      | 496        | 86         |                 | 56              | 16              |                    | 2                  | 0                  |             | 7           | 1           | 562    | 103    |

### Cronologia presenze e reti in nazionale
| Cronologia completa delle presenze e delle reti in nazionale ― Scozia | Cronologia completa delle presenze e delle reti in nazionale ― Scozia | Cronologia completa delle presenze e delle reti in nazionale ― Scozia | Cronologia completa delle presenze e delle reti in nazionale ― Scozia | Cronologia completa delle presenze e delle reti in nazionale ― Scozia | Cronologia completa delle presenze e delle reti in nazionale ― Scozia | Cronologia completa delle presenze e delle reti in nazionale ― Scozia | Cronologia completa delle presenze e delle reti in nazionale ― Scozia |
| Data                                                                  | Città                                                                 | In casa                                                               | Risultato                                                             | Ospiti                                                                | Competizione                                                          | Reti                                                                  | Note                                                                  |
| --------------------------------------------------------------------- | --------------------------------------------------------------------- | --------------------------------------------------------------------- | --------------------------------------------------------------------- | --------------------------------------------------------------------- | --------------------------------------------------------------------- | --------------------------------------------------------------------- | --------------------------------------------------------------------- |
| 9-2-2011                                                              | Dublino                                                               | Irlanda del Nord                                                      | 0 – 3                                                                 | Scozia                                                                | Amichevole                                                            | -                                                                     | 58’                                                                   |
| 27-3-2011                                                             | Londra                                                                | Brasile                                                               | 2 – 0                                                                 | Scozia                                                                | Amichevole                                                            | -                                                                     | 78’                                                                   |
| 10-8-2011                                                             | Glasgow                                                               | Scozia                                                                | 2 – 1                                                                 | Danimarca                                                             | Amichevole                                                            | 1                                                                     | 59’ 88’                                                               |
| 6-9-2011                                                              | Glasgow                                                               | Scozia                                                                | 1 – 0                                                                 | Lituania                                                              | Qual. Euro 2012                                                       | -                                                                     | 84’                                                                   |
| 29-2-2012                                                             | Capodistria                                                           | Slovenia                                                              | 1 – 1                                                                 | Scozia                                                                | Amichevole                                                            | -                                                                     | 61’                                                                   |
| 15-8-2012                                                             | Edimburgo                                                             | Scozia                                                                | 3 – 1                                                                 | Australia                                                             | Amichevole                                                            | -                                                                     |                                                                       |
| 8-9-2012                                                              | Glasgow                                                               | Scozia                                                                | 0 – 0                                                                 | Serbia                                                                | Qual. Mondiali 2014                                                   | -                                                                     | 47’ 69’                                                               |
| 6-2-2013                                                              | Aberdeen                                                              | Scozia                                                                | 1 – 0                                                                 | Estonia                                                               | Amichevole                                                            | -                                                                     | 46’                                                                   |
| 22-3-2013                                                             | Glasgow                                                               | Scozia                                                                | 1 – 2                                                                 | Galles                                                                | Qual. Mondiali 2014                                                   | -                                                                     | 11’, 71’                                                              |
| 7-6-2013                                                              | Zagabria                                                              | Croazia                                                               | 0 – 1                                                                 | Scozia                                                                | Qual. Mondiali 2014                                                   | 1                                                                     |                                                                       |
| 14-8-2013                                                             | Londra                                                                | Inghilterra                                                           | 3 – 2                                                                 | Scozia                                                                | Amichevole                                                            | -                                                                     | 58’ 66’                                                               |
| 6-9-2013                                                              | Glasgow                                                               | Scozia                                                                | 0 – 2                                                                 | Belgio                                                                | Qual. Mondiali 2014                                                   | -                                                                     | 10’ 59’                                                               |
| 15-10-2013                                                            | Edimburgo                                                             | Scozia                                                                | 2 – 0                                                                 | Croazia                                                               | Qual. Mondiali 2014                                                   | 1                                                                     | 82’                                                                   |
| 15-11-2013                                                            | Glasgow                                                               | Scozia                                                                | 0 – 0                                                                 | Stati Uniti                                                           | Amichevole                                                            | -                                                                     | 69’                                                                   |
| 19-11-2013                                                            | Molde                                                                 | Norvegia                                                              | 0 – 1                                                                 | Scozia                                                                | Amichevole                                                            | -                                                                     |                                                                       |
| 24-3-2016                                                             | Praga                                                                 | Rep. Ceca                                                             | 0 – 1                                                                 | Scozia                                                                | Amichevole                                                            | -                                                                     |                                                                       |
| 4-6-2016                                                              | Longeville-lès-Metz                                                   | Francia                                                               | 3 – 0                                                                 | Scozia                                                                | Amichevole                                                            | -                                                                     | 66’                                                                   |
| 4-9-2016                                                              | Ta' Qali                                                              | Malta                                                                 | 1 – 5                                                                 | Scozia                                                                | Qual. Mondiali 2018                                                   | 3                                                                     |                                                                       |
| 8-10-2016                                                             | Glasgow                                                               | Scozia                                                                | 1 – 1                                                                 | Lituania                                                              | Qual. Mondiali 2018                                                   | -                                                                     |                                                                       |
| 11-10-2016                                                            | Trnava                                                                | Slovacchia                                                            | 3 – 0                                                                 | Scozia                                                                | Qual. Mondiali 2018                                                   | -                                                                     |                                                                       |
| 11-11-2016                                                            | Londra                                                                | Inghilterra                                                           | 3 – 0                                                                 | Scozia                                                                | Qual. Mondiali 2018                                                   | -                                                                     | 82’                                                                   |
| 22-3-2017                                                             | Glasgow                                                               | Scozia                                                                | 1 – 1                                                                 | Canada                                                                | Amichevole                                                            | -                                                                     |                                                                       |
| 26-3-2017                                                             | Glasgow                                                               | Scozia                                                                | 1 – 0                                                                 | Slovenia                                                              | Qual. Mondiali 2018                                                   | -                                                                     | 75’                                                                   |
| 10-6-2017                                                             | Glasgow                                                               | Scozia                                                                | 2 – 2                                                                 | Inghilterra                                                           | Qual. Mondiali 2018                                                   | -                                                                     | 67’                                                                   |
| 8-10-2017                                                             | Lubiana                                                               | Slovenia                                                              | 2 – 2                                                                 | Scozia                                                                | Qual. Mondiali 2018                                                   | 1                                                                     | 79’                                                                   |
| 7-9-2018                                                              | Glasgow                                                               | Scozia                                                                | 0 – 4                                                                 | Belgio                                                                | Amichevole                                                            | -                                                                     | 53’                                                                   |
| 9-9-2019                                                              | Glasgow                                                               | Scozia                                                                | 0 – 4                                                                 | Belgio                                                                | Qual. Euro 2020                                                       | -                                                                     |                                                                       |
| 10-10-2019                                                            | Mosca                                                                 | Russia                                                                | 4 – 0                                                                 | Scozia                                                                | Qual. Euro 2020                                                       | -                                                                     |                                                                       |
| Totale                                                                |                                                                       | Presenze                                                              | 28                                                                    |                                                                       | Reti                                                                  | 7                                                                     |                                                                       |